# Erysimum perofskianum
Erysimum perofskianum là một loài thực vật có hoa trong họ Cải. Loài này được Fisch. & C.A.Mey. mô tả khoa học đầu tiên năm 1838.